# Vero amore (autobiografia)
Vero amore (titolo originale: True Love) è un'autobiografia scritta dalla cantante statunitense Jennifer Lopez, pubblicata nel novembre del 2014.

## Trama
Jennifer Lopez racconta gli ultimi mesi del suo matrimonio col cantante Marc Anthony, il rapporto coi figli Max ed Emme durante la separazione e il percorso intrapreso attraverso il tour mondiale Dance Again World Tour.

## Edizioni
- Jennifer Lopez, Vero amore, Milano, Piemme, 2014,  p. 224, ISBN 978-88-566-4296-4.